# Замок Маньяче
Замок Маниака (Кастелло-Маньяче; итал. Castello Maniace) — средневековая крепость на высоком мысе острова Ортиджа, запирающая вход в городскую гавань Сиракуз. Одна из главных туристических достопримечательностей города.
Первое укрепление было построено после взятия Сиракуз византийским полководцем Георгием Маниаком ещё в 1038 году. Крепость носит имя своего основателя, армянина по происхождению.
Существующая крепость построена в 1232—1240 гг. по приказу сицилийского короля Фридриха II под руководством архитектора Риккардо да Лентини. C 1305 по 1536 год Кастелло-Маниаче служил резиденцией сицилийских королев. В XV веке использовался как тюрьма. 
В последующие годы замок был интегрирован в комплекс фортификационных сооружений, защищающих гавань и город. После взрыва пороха в 1704 году замок был модернизирован и приспособлен к использованию огнестрельного оружия. Позже в нём располагались казармы итальянской армии. В прошлом в замок можно было попасть только по мосту через ров, который впоследствии был засыпан.

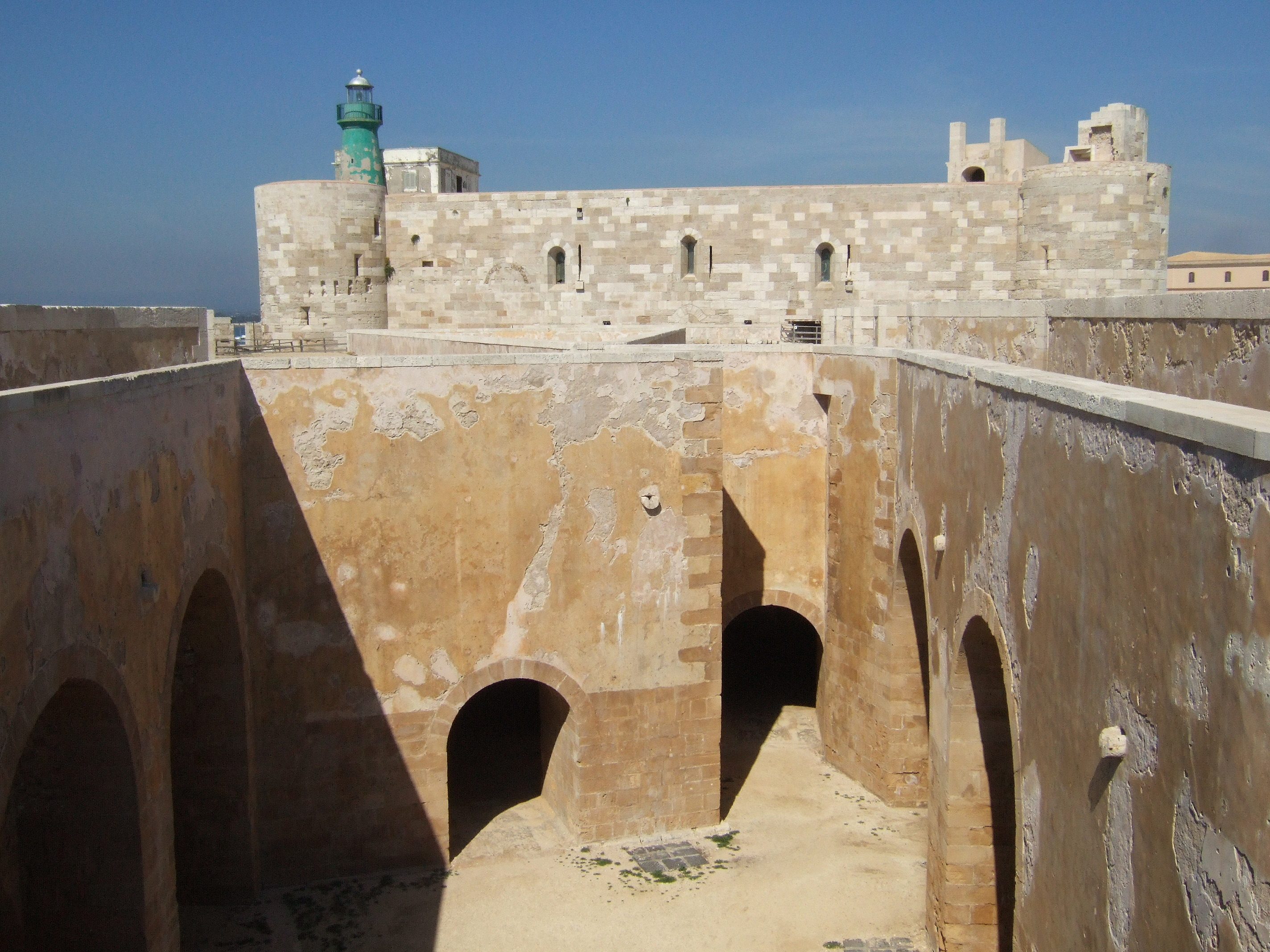
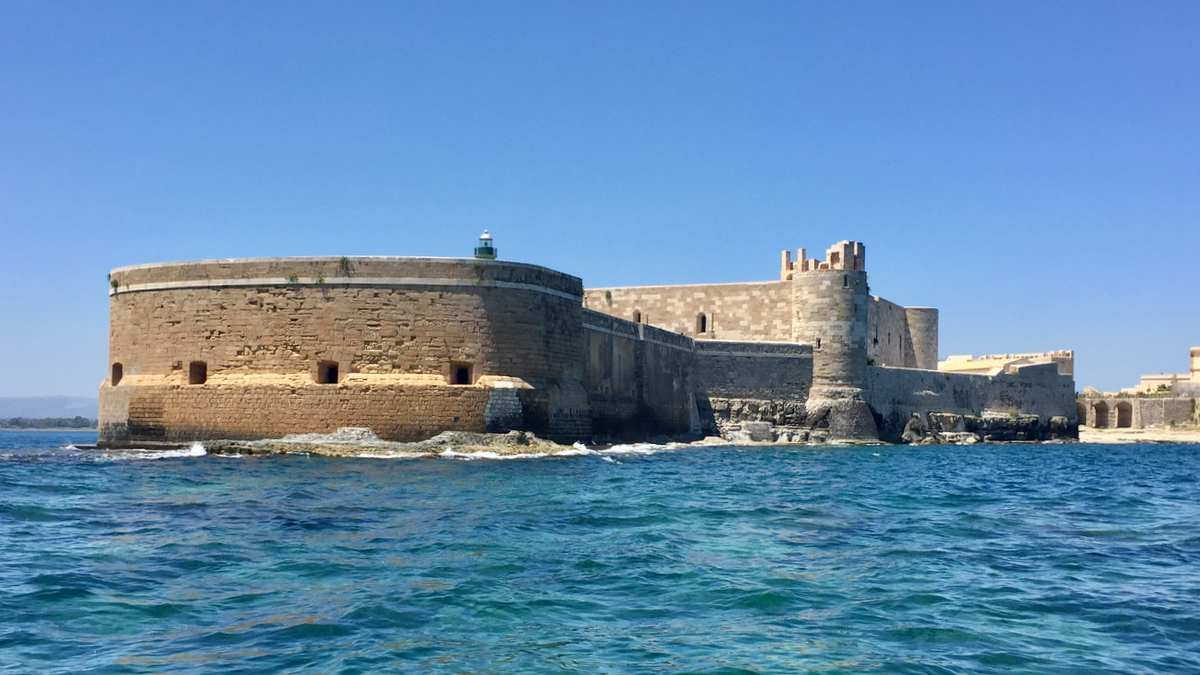
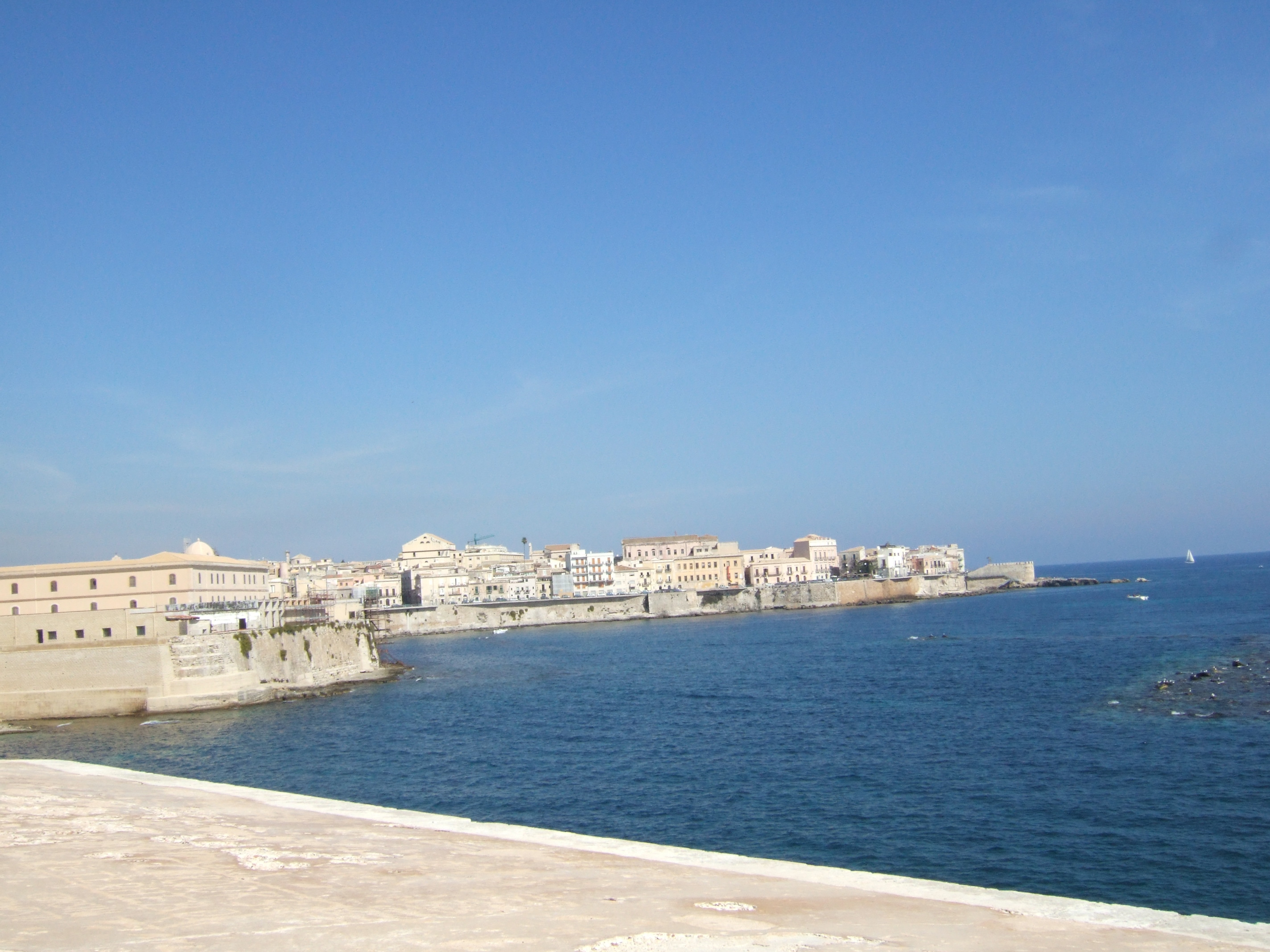
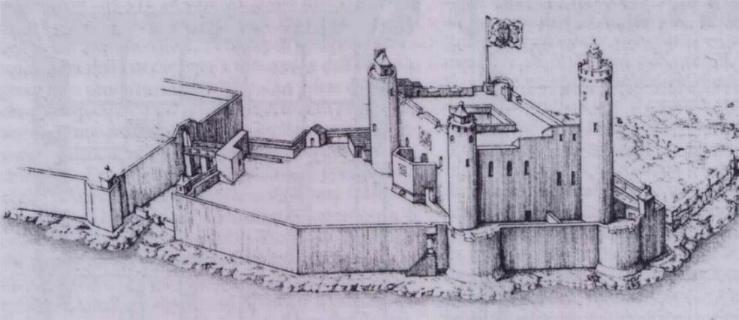